# Hit (película)
Hit es un documental uruguayo del año 2008 que recorre la historia de canciones icónicas de la música nacional. Dirigido por Claudia Abend y Adriana Loeff

## Reseña
La película fue iniciada como un proyecto para la tesis académica de las realizadoras como estudiantes de comunicación, pero terminó convirtiéndose en la película uruguaya más vista del año 2008 y logrando reconocimiento en festivales internacionales. Reúne entrevistas a más de 25 músicos nacionales y abarca cinco décadas de historia de la música uruguaya.

## Argumento
A través de la pregunta "¿Cómo se hace un hit musical?", las directoras convocan a participar a varios músicos populares de la historia reciente del Uruguay, quienes hablan de canciones emblemáticas, sus autores, protagonistas y de las circunstancias históricas de su creación.
Las canciones reseñadas son cinco "historias de canciones que hicieron historia". La primera es "Río de los pájaros pintados" de Aníbal Sampayo de Paysandú, quien falleció poco después de filmado el documental. Es una canción que formaba parte del repertorio escolar antes de la dictadura uruguaya, pero que los menores de edad de la actualidad en general desconocen.
La segunda es "Break it all" de Hugo y Osvaldo Fattoruso con Los Shakers que recuerda la década de los '60 en que la música en inglés de Los Beatles influenciaba el ambiente musical local en ambas orillas del Río de la Plata. Ellos en realidad en la entrevista, confiesan lamentar ser recordados por esa canción y no se enorgullecen de su creación. Reconocen también no saber lo que dice la letra en inglés. Sin embargo, el documental recupera hits musicales, y esta canción marcó una época.
El tercer hit es "Principe azul" de Eduardo Mateo, y testimonios de varios músicos, como Horacio Buscaglia, en cuya cocina se compuso esta letra. También Urbano Moraes, que tocaba con Mateo y cuenta varios momentos de su vida acompañados de imágenes de archivo.
La cuarta canción es de Mauricio Ubal y Rubén Olivera y su hit "A redoblar" que se hizo famoso en los '80 por los integrantes del grupo Rumbo.
La quinta y última canción elegida es "Brindis por Pierrot" escrita por Jaime Roos en 1985 y grabada con la interpretación colaborativa e inconfundible del Canario Luna.